# Programa Institucional de Bolsas de Iniciação à Docência

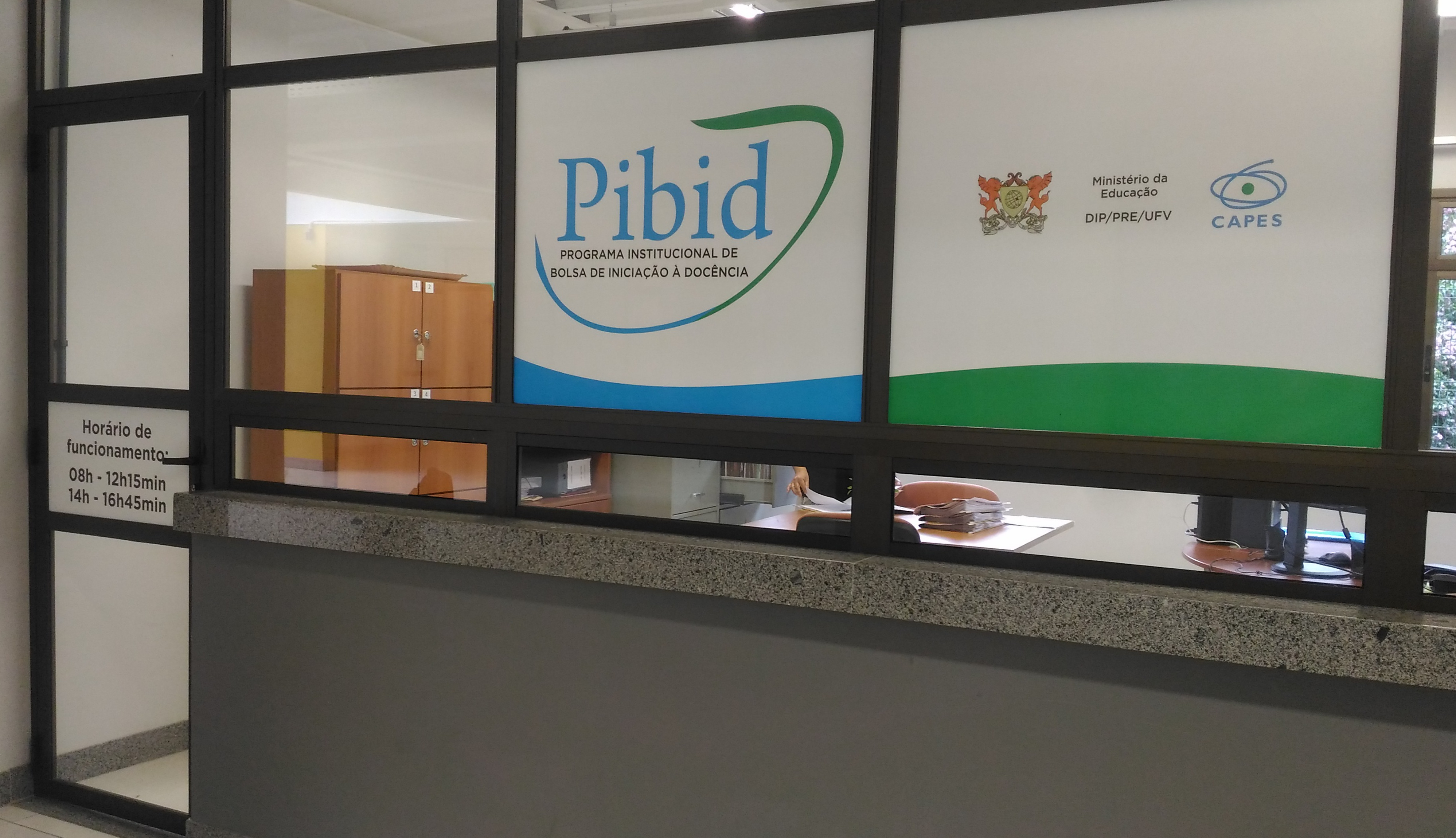
Secretaria do Pibid na UFV

O Programa Institucional de Bolsas de Iniciação à Docência, mais conhecido pela abreviação Pibid, é uma política governamental de formação de docentes em nível superior, valorização do magistério e, melhoria da qualidade da educação básica, que integra a Política Nacional de Formação de Professores do Ministério da Educação (via Decreto n.º 7.219/2010 e Portaria 096/2013), administrado pela CAPES (Coordenação de Aperfeiçoamento de Pessoal de Nível Superior), que acolhe Projetos Institucionais de outras agências de fomento que perspectivem Programas da mesma natureza.
O Programa iniciou em 2007 com 3.088 bolsistas e 43 instituições federais de ensino superior e em 2014 já contava com 90.254 bolsistas, distribuídos em 855 campi de 284 instituições formadoras públicas e privadas, sendo que em 29 dessas, há também programas para as áreas da educação escolar indígena e do campo.

## Visão geral
O Pibid têm como objetivo a iniciação à docência dos discentes dos cursos de licenciatura. Em cada instituição de ensino superior (IES), o Pibid terá um Coordenador Institucional, que é o responsável por representar a IES perante a CAPES, garantindo o funcionamento do programa de acordo com o disposto no edital. Cada IES pode possuir vários subprojetos, que serão divididos em diferentes áreas (Matemática, Geografia, Inglês e etc) e cada subprojeto terá um Coordenador de Área, que será o responsável por intermediar a seleção das escolas participantes e dos bolsistas de iniciação à docência. O Coordenador de Área dará seguimento ao processo seletivo de Professores Supervisores, que devem ser professores da rede pública e atender aos requisitos do edital. Por último, os discentes dos cursos que possuem subprojetos ativos poderão se inscrever para concorrer às bolsas do Programa.

### Objetivos
Segundo o portal da CAPES, os objetivos do programa são:
- Incentivar a formação de docentes em nível superior para a educação básica;
- contribuir para a valorização do magistério;
- elevar a qualidade da formação inicial de professores nos cursos de licenciatura, promovendo a integração entre educação superior e educação básica;
- inserir os licenciandos no cotidiano de escolas da rede pública de educação, proporcionando-lhes oportunidades de criação e participação em experiências metodológicas, tecnológicas e práticas docentes de caráter inovador e interdisciplinar que busquem a superação de problemas identificados no processo de ensino-aprendizagem;
- incentivar escolas públicas de educação básica, mobilizando seus professores como coformadores dos futuros docentes e tornando-as protagonistas nos processos de formação inicial para o magistério; e
- contribuir para a articulação entre teoria e prática necessárias à formação dos docentes, elevando a qualidade das ações acadêmicas nos cursos de licenciatura.

## Bolsas

### Quantidade de bolsas
| Nº 7/2018  | 45 000 |        | R$ 400,00 |
| Nº 2/2020  | 30 096 | 14 904 | R$ 400,00 |
| Nº 23/2022 | 30 840 | 744    | R$ 400,00 |
| Nº 10/2024 | 80 040 | 49 200 | R$ 700,00 |

## Resultados
Segundo estudo avaliativo do programa feito pela CAPES, para os coordenadores de área, a maior importância do Pibid se encontra no fato de aproximar os licenciandos ao contexto da escola básica desde o princípio de sua formação. Destacam também o fato de tal aproximação incentivar os discentes bolsistas a procurar por soluções e melhorias, planejar e desenvolver atividades relativas ao ensino nas escolas, além de levar tais estudantes  à maior valorização da docência. O projeto é ainda apontado pelos coordenadores de área como “tensionador” em relação à  IES, por trazer reflexões sobre a docência, pedagogia e métodos para dentro das instituições, que em sua maioria, seguem padrões clássicos de cursos e ensino.
No mesmo estudo, os licenciandos bolsistas apontam como aspectos de importância no Pibid a aproximação que ele causa entre universidades e Escolas e ainda o compromisso que as IES adquirem de levar ensino de qualidade às escolas públicas, além de o programa representar reconhecimento no âmbito acadêmico. Quanto aos alunos dessas escolas públicas, os bolsistas ressaltam a importância do contato com os jovens e o impacto disso para a aprendizagem dos mesmos, registrando a oportunidade de durante o programa, ajudar os estudantes na superação de dificuldades de aprendizagem, além de compreender as motivações dos alunos e tornar para eles o aprendizado do conteúdo mais interessante.
Torna-se compreensível então que o programa atinge os objetivos propostos, valorizando e incluído o licenciando às práticas da docência, otimizando o aprendizado e ensino nas escolas públicas, trazendo reflexões aos métodos de ensino e aproximando docentes, escolas, universidades, discentes e alunos.

## Cortes e ameaças ao programa

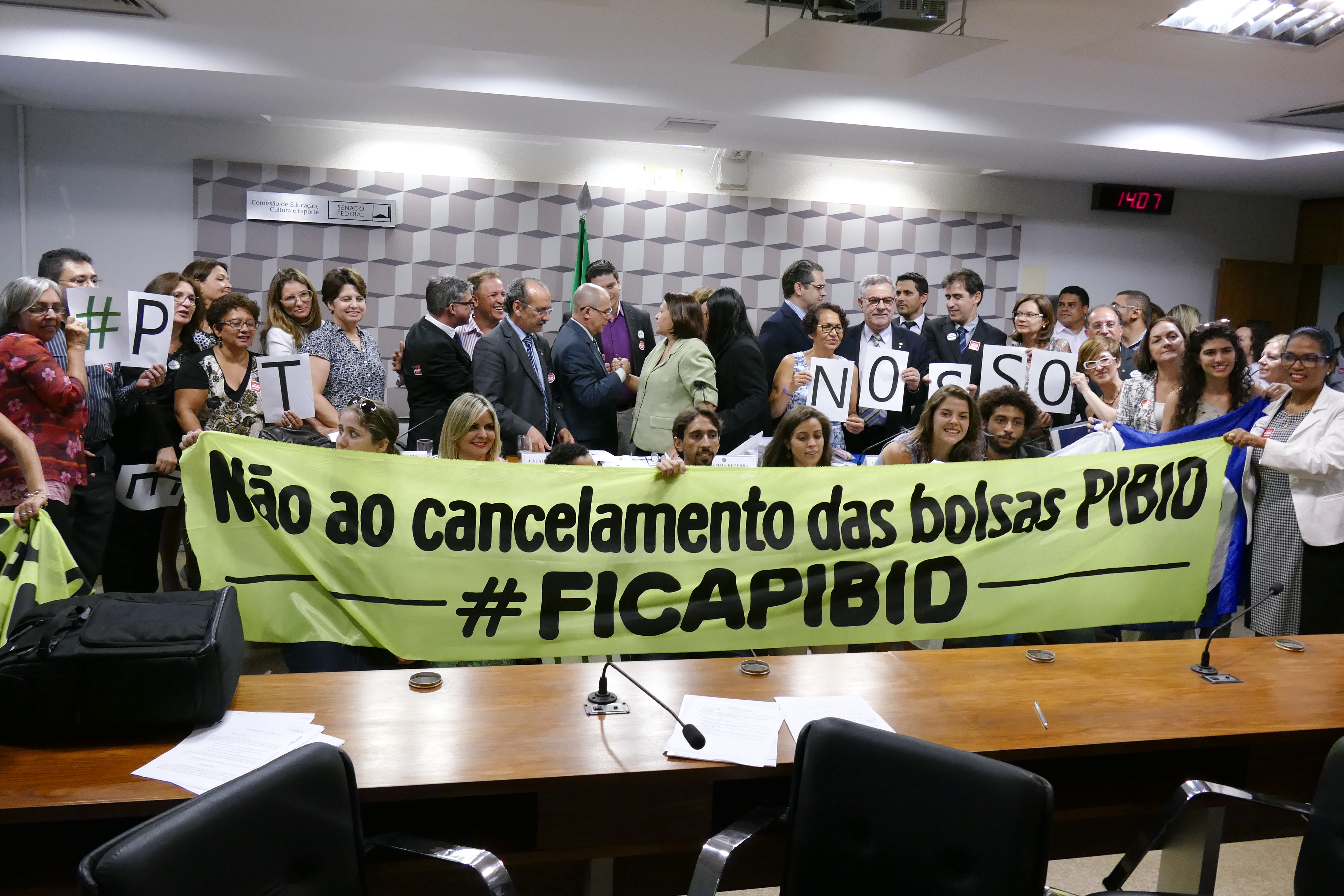
Mobilização #FicaPIBID contra o cancelamento das bolsas, em fevereiro de 2016

No final de 2015, devido aos cortes na educação e no orçamento do MEC, a CAPES anunciou diminuição no número de bolsas e revisão do programa, gerando preocupação por parte dos bolsistas e envolvidos com o programa. O Fórum Nacional do Programa Institucional de Bolsas de Iniciação à Docência (Forpibid), uma iniciativa em prol da manutenção da Pibid, coletou mais de 70 mil assinaturas em abaixo-assinado. Segundo Irene Cristina de Mello, representante da Associação Nacional dos Dirigentes das Instituições Federais de Ensino Superior (Andifes), "[a] importância do Pibid é incontestável nesse país. O Pibid oxigenou e reoxigenou todas as licenciaturas, trouxe autoestima para os estudantes, criou ilhas de excelência."  Em fevereiro do ano seguinte, a CAPES anunciou a manutenção do programa, e o então secretário de Educação Superior do Ministério da Educação (MEC), Jesualdo Pereira Farias, afirmou que a intenção nunca foi acabar com o programa, mas sim redirecionar o seu foco para escolas com as menores notas em avaliações como o Ideb.
Em novembro de 2017, o programa continuava sob risco de acabar, gerando mobilização pela sua continuidade em várias universidades. Houve propostas de mudanças no formato do programa, e uma redução de 14,8% no número de bolsistas entre 2015 e 2017, caindo de 67 mil para 58 mil. O valor destinado ao programa também caiu de 251 milhões para 220 milhões de reais.
Em fevereiro de 2018, circulou por e-mail e em redes sociais um anúncio do encerramento do programa. Segundo a revista Nova Escola, no entanto, tanto a CAPES quanto o coordenador do Pibid na Unicamp, de onde o e-mail teria surgido, explicaram que não há previsão para este encerramento. Ainda segundo a revista, o Forpibid estaria negociando a manutenção das bolsas durante o intervalo de um edital e outro, para que os bolsistas fossem prejudicados. Em informe de 7 de fevereiro, o Forpibid manifestou sua inconformidade com a não prorrogação do edital, denunciando os problemas que a interrupção da bolsa de cerca de 70 mil bolsistas iria causar nas mais de 5 mil escolas participantes.